# بردا (فليكا كلادوشا)
بردا ( السيريلية : Брда) هي قرية في البوسنة والهرسك. وهي تقع في بلدية فليكا كلادوشا التابعة لكانتون يونا-سانا في اتحاد البوسنة والهرسك. طبقا لنتائج التعداد السكاني للبوسنة في عام 2013 فإن عدد سكانها 423 نسمة.

## التركيبة السكانية

### التطور التاريخي للسكان
| 1961 | 1971 | 1981 | 1991 | 2013 |
| ---- | ---- | ---- | ---- | ---- |
| 387  | 509  | 576  | 739  | 423  |